# Sauveur Legros
Pour les articles homonymes, voir Legros.
Sauveur Legros (parfois appelé Salvator Le Gros ; né à Versailles le 27 avril 1754 et décédé à Enghien le 15 mars 1834) est un poète, écrivain, peintre, aquarelliste, dessinateur et graveur français ayant exercé dans les Pays-Bas autrichiens.

## Biographie
Sauveur Legros est né à Versailles en 1754. Orphelin, il part pour Bruxelles en 1773, où il devint le secrétaire du prince Charles-Joseph de Ligne. Il accompagnera son maître dans ses nombreux voyages, et notamment, en Russie et en Crimée (en 1787), à Paris (en 1789) et à Vienne (en 1790). Il est surtout connu en tant qu'écrivain et poète. Il fut l'élève de l'abbé Delille à Paris. Il fut sans doute l'élève d'Antoine Cardon (à Bruxelles) et d'Adam von Bartsch (à Vienne), avec qui il collabora. Il aurait à son tour été le professeur de François Maleck de Werthenfels (1793-1849).
En 1816, alors qu'il est âgé de 62 ans, il s'installe à Enghien pour n'en plus bouger. Affecté par la maladie, il perdit un œil. Dans sa correspondance, il reconnait être l'auteur du Journal de Cléry ce qui est confirmé par son ami, Henri Fiocardo, rédacteur et éditeur du journal bruxellois L'Oracle.
Entre 1817 et 1819, il fut président de la Société de littérature de Bruxelles.
Il était le père d'Émile Legros (1781-1837), également dessinateur.
Sauveur Legros meurt à Enghien le 15 mars 1834.

## Œuvres
Œuvres iconographiques
Sauveur Legros est l'auteur de nombreux dessins et aquarelles (collection privée) : autoportraits, portraits (de Joseph II, du prince de Ligne, de l'abbé Delille, de Jean-Jacques Rousseau…), scènes de genre et militaires, paysages... et de près de 150 eaux-fortes, la plupart gravées d'après ses propres dessins.